# Coleophora laticornella
Coleophora laticornella é uma espécie de mariposa do gênero Coleophora pertencente à família Coleophoridae.